# Daybreakers
Daybreakers er en science fiction gyserfilm fra 2010, skrevet og instrueret af Peter og Michael Spierig.

## Medvirkende
- Ethan Hawke - (Edward Dalton)
- Willem Dafoe - (Lionel "Elvis" Cormac)
- Sam Neill - (Charles Bromley)
- Claudia Karvan - (Audrey Bennett)
- Isabel Lucas - (Alison Bromley)
- Michael Dorman - (Frankie Dalton)
- Vince Colosimo - (Christopher Caruso)
- Robyn Moore - (Forensic Investigator Simms)
- Jay Laga'aia - (Senator Turner)